# Quanxi (köpinghuvudort i Kina, Hubei Sheng, lat 32,03, long 109,69)
Quanxi (kinesiska: 泉溪, 泉溪镇) är en köpinghuvudort i Kina. Den ligger i provinsen Hubei, i den centrala delen av landet, omkring 460 kilometer väster om provinshuvudstaden Wuhan. Antalet invånare är 10 502. Befolkningen består av 4 687 kvinnor och 5 815 män. Barn under 15 år utgör 12,0 %, vuxna 15-64 år 76 %, och äldre över 65 år 11,0 %.
Runt Quanxi är det ganska tätbefolkat, med 96 invånare per kvadratkilometer. Närmaste större samhälle är Tianbao, 14,6 km öster om Quanxi. I omgivningarna runt Quanxi växer i huvudsak blandskog.
Genomsnittlig årsnederbörd är 1 223 millimeter. Den regnigaste månaden är september, med i genomsnitt 237 mm nederbörd, och den torraste är december, med 9 mm nederbörd.